# Богунь, Петер Михал
Петер Михал Богунь (словац. Peter Michal Bohúň; 29 сентября 1822, Велична, Долны-Кубин — 20 мая 1879, Бельско-Бяла) — словацкий живописец, художник-портретист. Также писал пейзажи и алтари.

## Биография
Родился в семье лютеранского священника. Петер ходил в государственные школы своего села, а затем посещал гимназию в Гемерска Горке. В 1836 году он был причислен к евангельской семинарии в Левоче. Там он впервые столкнулся с идеей независимости Словакии, дело, которое он с увлечением принял, заработав себе прозвище Славомил. Из-за политических беспорядков венгерское правительство закрыло семинарию в 1841 году, поэтому оно переехал в Кежмарок, где изучало право и начало писать картины на досуге.

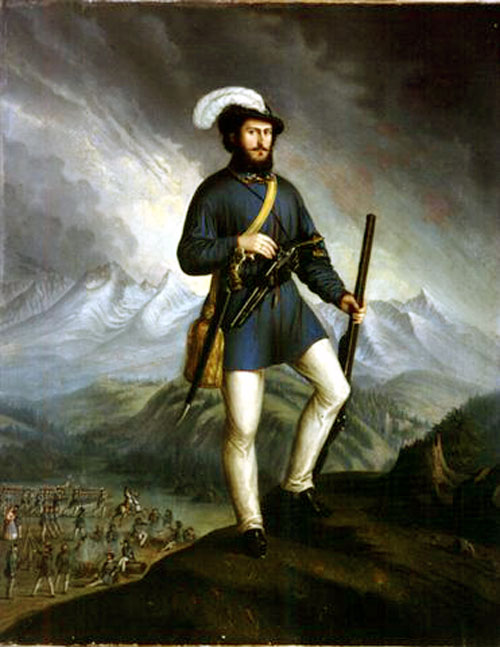
Капитан Ян Франциши со словацкими добровольцами (1850).

В 1843 году он решил, что хочет быть художником, и поступил в Академию изобразительных искусств в Праге. Его учителем был немецкий художник истории Христиан Рубен, который в то время был также директором Академии. Его отец умер в 1844 году, не оказав ему финансовую поддержку, поэтому он искал и получил покровительство дворянина из Оравы по имени Михал Кубин. Кроме живописи он изучал литографию и сделал несколько иллюстраций к ботаническому словарю Яна Сватоплука Пресля.

### Словацкий национализм
Вскоре после этого он присоединился к словацкому националистическому движению во главе с Людовитом Штуром, организовывая митинги и патриотические митинги во время Словацкого восстания. В то время благодаря их взаимному интересу к живописи он встретил и женился на дочери местного помещика.

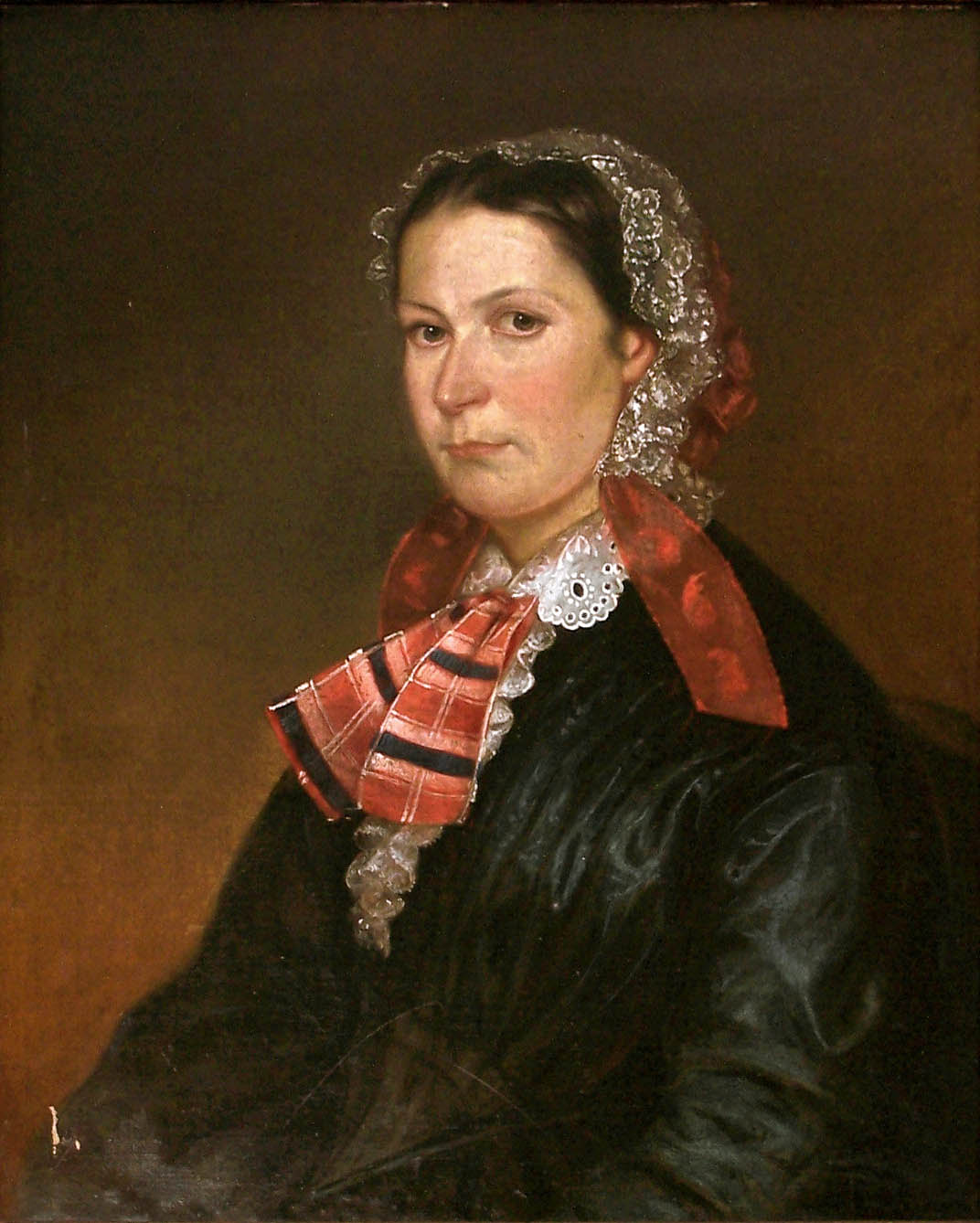
Женщина в чепчике.

В 1854 году он с семьей переехал в Липтовски-Микулаш, где одиннадцать лет был преподавателем рисования в лютеранской женской школе, занимался фотографией и украшал шторы для любительских театральных коллективов. В 1860 году он возобновил свою патриотическую деятельность и в следующем году принял участие в конституционном конвенте в Мартине. В 1863 году он был одним из членов-основателей Matica slovenská.
В глубокой задолженности он покинул Словакию в 1865 году и отвез семью в Бельско-Бялу, Галиция. В 1876 году он отправился в Италию на поиски сына Любора, дезертировавшего из Австро-Венгерской армии.
Причиной его смерти была названа пневмония. В 1955 году в Липтовски-Микулаше была открыта художественная галерея, носящая его имя, а три года спустя в Братиславе была открыта его статуя. Его создал Франьо Штефунко, который специализировался на фигурах Словацкого восстания.